# Antefiker

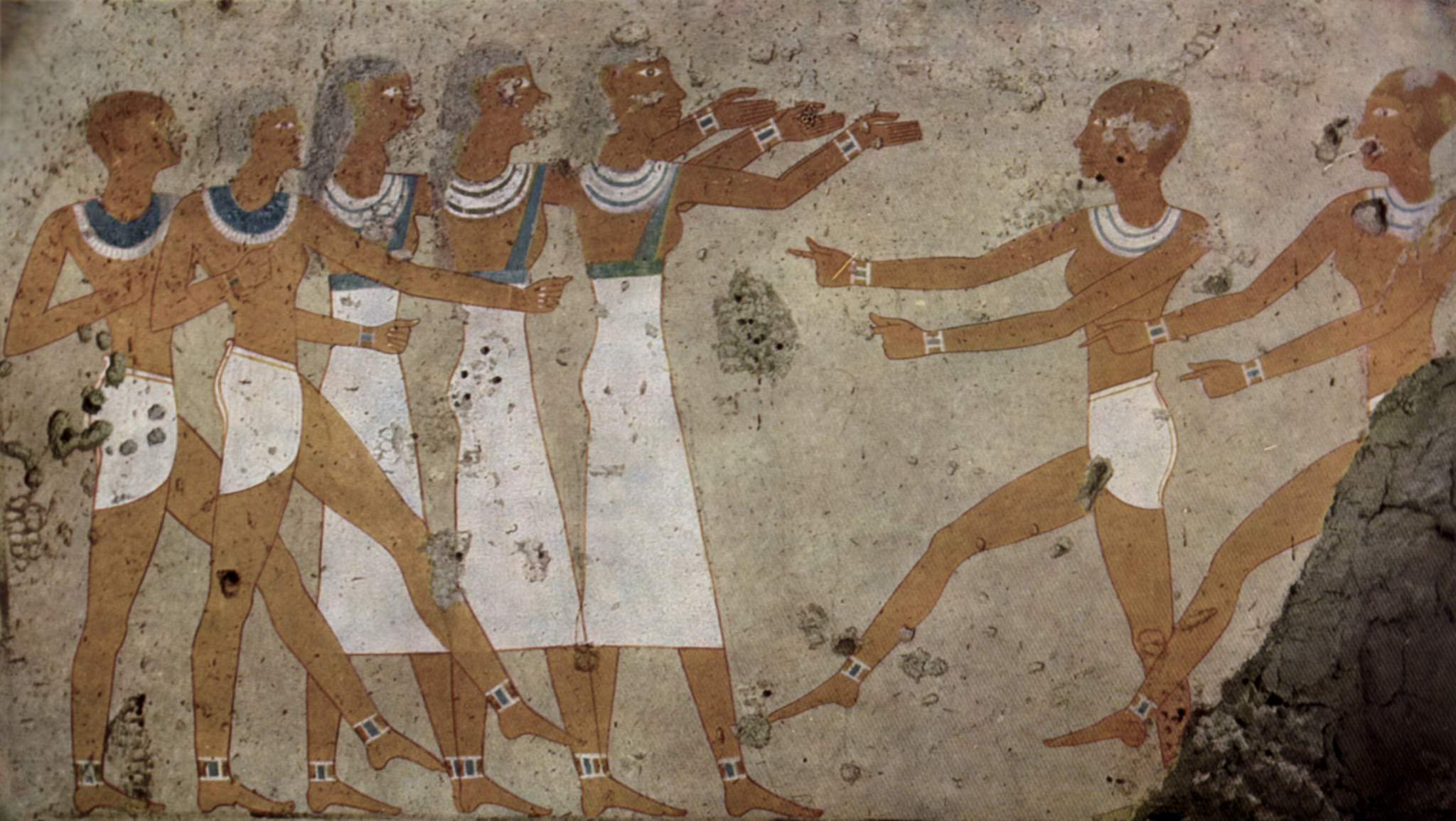
Kép Antefiker anyja, Szenet thébai sírjából

Antefiker (vagy Intefiker; ỉnỉ-ỉt=f ỉqr) ókori egyiptomi vezír volt a XII. dinasztia uralmának elején, I. Amenemhat és I. Szenuszert uralkodása alatt. Viselte „a város kormányzója” címet is.
A középbirodalom jól dokumentált személyiségei közé tartozik. Ismert többek közt két alsó-núbiai sziklafeliratról, ami arra utal, részt vett egy hadjáratban ezen a vidéken. A feliratok nem említenek dátumot, de a környéken talált más feliratok alapján úgy tűnik, I. Amenemhat 29. uralkodási évében – társuralkodója, I. Szenuszert 9. évében – indult egy hadjárat erre a vidékre. Említi Antefiker nevét egy sztélé, amelyet a Vádi el-Hudiban találtak, és a 20. uralkodási évben készült; a sztélé felirata ametiszt érkezéséről számol be. Emellett említi egy kis sztélé, amelyet a Vörös-tenger partján találtak; a sztélén a király parancsa szerepel, hogy Antefikerépítsen hajókat a punti expedícióhoz. Szerepel neve az ún. Reisner-papiruszokban is, amelyeket egy Naga ed-Dejr-i sírban találtak, és egy thiniszi építkezésről szólnak; köztük a vezír számos levelének másolata fennmaradt.
Antefikert Listben temették el, masztabasírja I. Amenemhat piramisa mellett épült. A sír kb. 12×14 méteres, előudvarból és három kultuszkápolnából áll, melyek közül a déline a nyugati oldalán álajtó volt. A falakat mélydomborművel díszítették. Két sírkamráját még nem tárták fel. Anyja, Szenet sírja a thébai nekropoliszhoz tartozó Sejh Abd el-Kurnában lévő TT60.

## Fordítás
- Ez a szócikk részben vagy egészben  az   Intefiqer című angol Wikipédia-szócikk ezen változatának fordításán alapul.  Az eredeti cikk szerkesztőit annak laptörténete sorolja fel. Ez a jelzés csupán a megfogalmazás eredetét és a szerzői jogokat jelzi, nem szolgál a cikkben szereplő információk forrásmegjelöléseként.
- Ez a szócikk részben vagy egészben  az   Antefiqer című német Wikipédia-szócikk ezen változatának fordításán alapul.  Az eredeti cikk szerkesztőit annak laptörténete sorolja fel. Ez a jelzés csupán a megfogalmazás eredetét és a szerzői jogokat jelzi, nem szolgál a cikkben szereplő információk forrásmegjelöléseként.